# Rigoletto

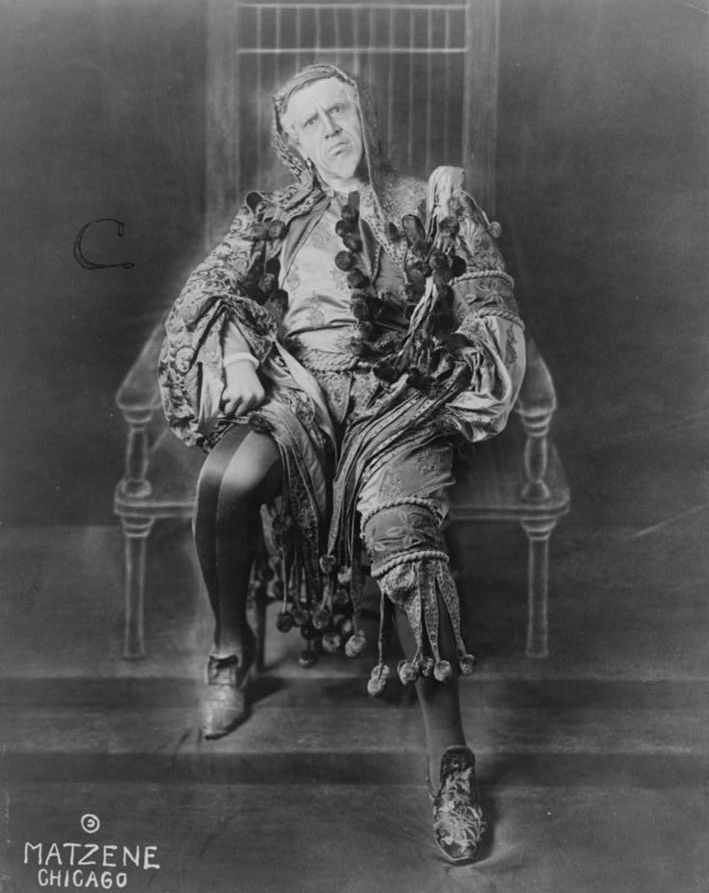
Titta Ruffo como Rigoletto

Rigoletto [riɡoˈlɛtto] es una ópera en tres actos con música de Giuseppe Verdi y libreto en italiano de Francesco Maria Piave, basado en la obra teatral El rey se divierte, de Victor Hugo. Estrenada el 11 de marzo de 1851 en el teatro La Fenice de Venecia, forma junto con El trovador y La traviata (ambas de 1853), la trilogía popular operística que compuso Verdi a mediados de su carrera.
Se trata de un drama de pasión, engaño, amor filial y venganza que tiene como protagonista a Rigoletto, el bufón jorobado de la corte del ducado de Mantua, a su hija Gilda y al libertino duque de Mantua.

## Historia

### Composición
A principios de 1851, el teatro de La Fenice de Venecia invitó a Verdi a componer una nueva ópera para ser estrenada allí, en una época en que ya era un compositor bien conocido con un grado de libertad a la hora de elegir las obras que prefería orquestar. Pidió entonces a Piave (con quien ya había trabajado en Ernani, I due Foscari, Macbeth, Il corsaro y Stiffelio) que examinara la obra Kean, de Alejandro Dumas, padre, pero sentía que necesitaba un tema más enérgico con el que trabajar.
Verdi pronto dio con el drama francés Le Roi s’amuse (El rey se divierte), del escritor Víctor Hugo. Más tarde explicó que «Contiene posiciones extremadamente poderosas... El tema es grande, inmenso, y tiene un personaje que es una de las más importantes creaciones del teatro de todos los países y todas las épocas». Era un tema muy controvertido y el propio Hugo había tenido problemas con la censura en Francia, que había prohibido producciones de esta obra después de su primera representación casi veinte años antes (y continuaría prohibida durante otros treinta años). Como la Austria de la época directamente controlaba gran parte del norte de Italia (Reino lombardo-véneto), se presentó ante el Consejo de Censores austriacos. La obra de Hugo representaba a un rey (Francisco I de Francia) como un seductor cínico e inmoral, algo que resultaba inaceptable en la Europa de la Restauración posterior a las guerras napoleónicas.
Desde el principio, Verdi era consciente del riesgo, lo mismo que Piave. En una carta, Verdi escribió a Piave: «Usa cuatro piernas, corre por toda la ciudad y encuéntrame una persona influyente que pueda obtener permiso para hacer Le Roi s'amuse». Le siguió correspondencia entre un prudente Piave y un ya comprometido Verdi, y los dos estaban en riesgo y subestimaron el poder y la intención de los austriacos. Incluso el amistoso Guglielmo Brenna, secretario de La Fenice, que les había prometido que no tendrían problemas con los censores, estaba equivocado.
A comienzos del verano de 1850, empezaron a difundirse rumores de que la censura austriaca iba a prohibir la producción. Consideraban la obra de Hugo en el límite de la lesa majestad, y nunca permitirían que una obra tan escandalosa se representara en Venecia. En agosto, Verdi y Piave prudentemente se retiraron a Busseto, ciudad natal de Verdi, para continuar la composición y preparar un esquema defensivo. Escribieron al teatro, asegurando que las dudas del censor sobre la moralidad de la obra eran injustificadas, pero puesto que quedaba poco tiempo, poco podía hacerse. Los compositores llamaban en secreto a la obra La maldición.
Tres meses antes del estreno llegó de nuevo la censura que vetó el libreto. El comunicado decía así: «El gobernador militar de Venecia, señor Gorzkowski, deplora que el poeta Piave y el célebre músico Verdi no hayan sabido escoger otro campo para hacer brotar sus talentos, que el de la repugnante inmoralidad y obscena trivialidad del argumento del libreto titulado La maledizione. Su Excelencia ha dispuesto pues vetar absolutamente la representación y desea que yo advierta a esta Presidencia de abstenerse de cualquier ulterior insistencia al respecto». El censor De Gorzkowski usó el título no oficial de la obra, evidentemente conocida a través de espías, para reforzar, si era necesaria, la violenta carta en la que denegaba definitivamente su consentimiento a la producción.
Para no desperdiciar el trabajo, Piave intentó revisar el libreto y fue incluso capaz de sacar de él otra ópera Il Duca di Vendome, en la que el soberano era sustituido por un duque y tanto él como el jorobado y la maldición desaparecían. Verdi se manifestó completamente en contra de esta solución y en lugar de ello prefirió negociar directamente con los censores, argumentando cada punto de la obra.
El asunto se resolvió gracias a la diplomacia de los administradores del teatro. Brenna, el secretario de La Fenice, mostró a los austriacos algunas cartas y artículos representando el mal personaje pero el gran valor del artista, ayudando para mediar en la disputa. Se trasladaron a Busseto y allí se pusieron de acuerdo con Verdi y el libretista para que se cambiasen al menos estos puntos: Trasladar la acción de la Corte de Francia a un ducado de Francia o Italia; y cambiar los nombres de los protagonistas inventados por Víctor Hugo. En la versión italiana el duque gobierna Mantua y pertenece a la familia Gonzaga: los Gonzaga se habían extinguido hacía tiempo a mediados del siglo XIX, y el Ducado de Mantua ya no existía, de manera que no se podía ofender a nadie. La escena en la que el soberano se retira a la habitación de Gilda se eliminaría. La visita del duque a la taberna no sería dictada por bajos propósitos, sino provocada por un truco. El jorobado (originalmente, Triboulet) pasó a ser llamado Rigoletto (del francés rigolo = divertido). El nombre de la obra también se cambió.
Verdi aceptó estos condicionantes y el contrato se firmó. Las firmas fueron tres: Verdi, Piave y Guglielmo Brenna, secretario de La Fenice. Así fue como nació la ópera Rigoletto que hoy se conoce. Verdi se propuso en esta obra conciliar la estructura tradicional del melodrama con la complejidad del protagonista, Rigoletto, y eso no lo pudo cambiar la censura con sus condiciones. El bufón Rigoletto es un personaje verdiano, que se mueve entre el afecto por su hija y el odio por el duque y los cortesanos. Es exactamente lo que Verdi quería realizar.

### Representaciones
Para el estreno, Verdi tuvo a Felice Varesi como Rigoletto, el joven tenor Raffaele Mirate como el duque y Teresina Brambilla como Gilda (aunque Verdi hubiera preferido a Teresa De Giuli Borsi). Teresina Brambilla era una soprano bien conocida procedente de una familia de cantantes y músicos; una de sus sobrinas, Teresa Brambilla, fue esposa de Amilcare Ponchielli.
La inauguración fue un triunfo completo, especialmente la escena dramática, y el aria cínica del duque, "La donna è mobile", se cantaba por las calles al día siguiente.
Debido al alto riesgo de copias no autorizadas, Verdi había exigido el máximo secreto de todos los cantantes y músicos. Mirate tuvo la partitura a su disposición sólo unas pocas tardes antes del estreno y se vio obligado a jurar que no cantaría ni silbaría la melodía de "La donna è mobile".
Muchos años más tarde, Giulia Cori, hija de Varesi, describió la interpretación de su padre en el estreno. Interpretando al Rigoletto original, su padre estaba realmente incómodo con la falsa joroba que tenía que llevar; estaba tan inseguro que, incluso siendo un cantante experimentado, tuvo un ataque de pánico cuando le tocó entrar en escena. Verdi inmediatamente se dio cuenta de que estaba paralizado y brutalmente lo empujó al escenario, de manera que apareció con una torpe caída. Esto divirtió mucho al público, que creyó que era un chiste.
El estreno en el Reino Unido tuvo lugar el 14 de mayo de 1853 en lo que es hoy la Royal Opera House, Covent Garden en Londres.  En los Estados Unidos, la ópera se vio por vez primera el 19 de febrero de 1855 en la Academia de Música de Nueva York.
En tiempos modernos, se ha convertido en un hito del repertorio operístico estándar y aparece como número diez en la lista de Operabase de las óperas más interpretadas mundialmente, siendo la 6.ª de Italia y la segunda de Verdi, después de La Traviata.

## Personajes

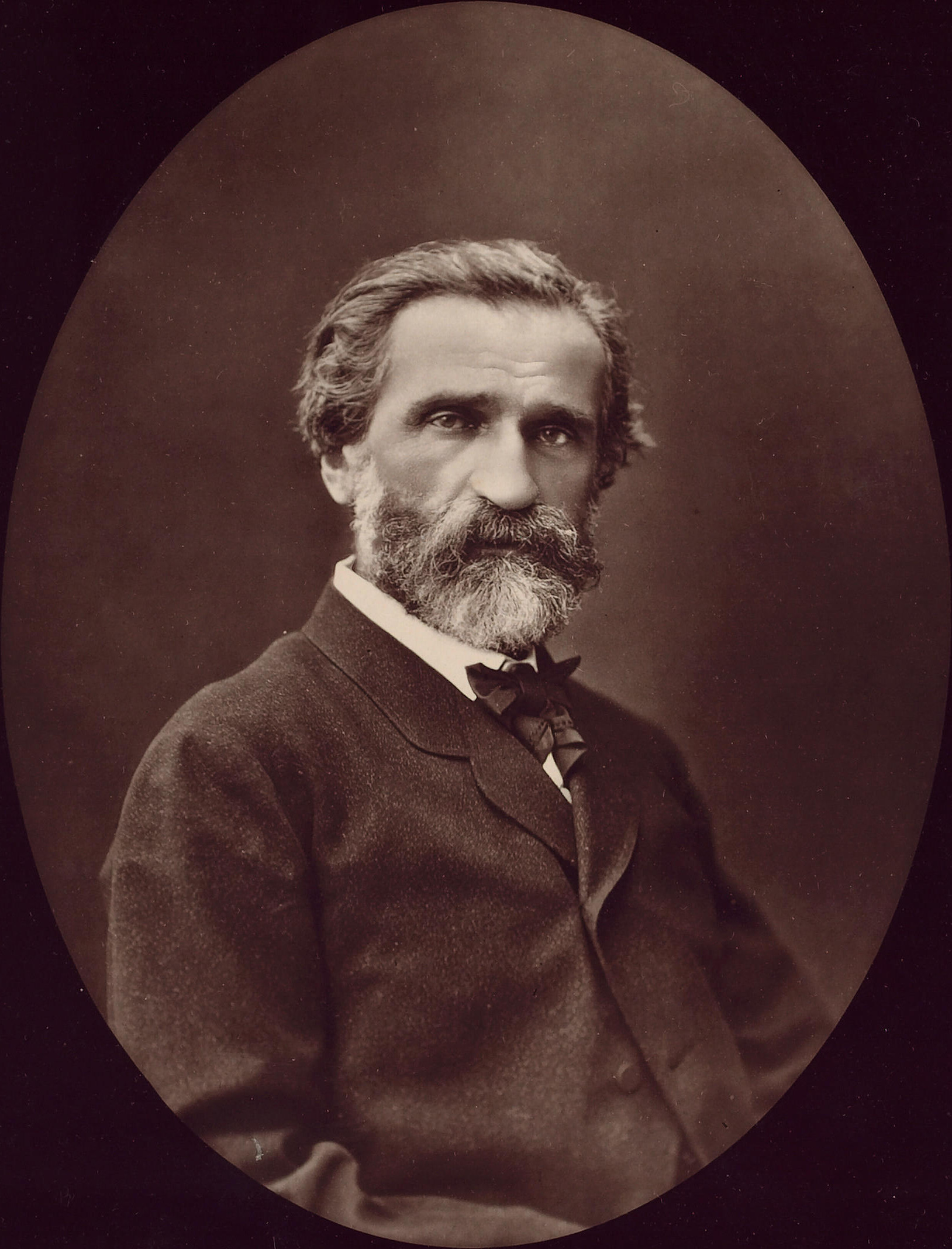
Fotografía de Giuseppe Verdi, tomada por Étienne Carjat (1828-1906)

| Personaje                                          | Tesitura                          | Elenco del estreno, 11 de marzo de 1851 (Director: Gaetano Mares) |
| -------------------------------------------------- | --------------------------------- | ----------------------------------------------------------------- |
| Rigoletto, bufón de la corte del ducado de Mantua. | barítono                          | Felice Varesi                                                     |
| Gilda, hija de Rigoletto.                          | soprano                           | Teresa Brambilla                                                  |
| El duque de Mantua.                                | tenor                             | Raffaele Mirate                                                   |
| Sparafucile, sicario borgoñón.                     | bajo                              | Paolo Damini                                                      |
| Maddalena, hermana de Sparafucile.                 | contralto                         | Annetta Casaloni                                                  |
| Conde Monterone.                                   | barítono                          | Feliciano Ponz                                                    |
| Giovanna, aya de Gilda.                            | mezzosoprano                      | Natalia                                                           |
| Marullo, cortesano.                                | barítono                          | Francesco De Kunnerth                                             |
| Matteo Borsa, cortesano.                           | tenor                             | Angelo Zuliani                                                    |
| Conde Ceprano.                                     | bajo                              | Andrea Bellini                                                    |
| Condesa Ceprano.                                   | mezzosoprano                      | Luigia Morselli                                                   |
| Un paje.                                           | mezzosoprano (papel con calzones) | Modes Lovati                                                      |
| Un ujier de la corte.                              | bajo                              | Giovanni Rizzi                                                    |
| Coro: cortesanos e invitados del duque.            |                                   |                                                                   |

## Argumento
La acción se desarrolla en la ciudad de Mantua (Italia) y sus alrededores, durante el siglo XVI.

### Acto I
Escena 1. Salón en el palacio ducal.
Se alza el telón y la escena se sitúa en un salón, en el palacio del duque de Mantua, donde se está celebrando una fiesta. El duque canta a una vida de placer con tantas mujeres como sea posible (Questa o quella - Esta [mujer] o aquella). Se vanagloria de su nueva aventura de conquista hacia una desconocida joven del pueblo, a la que ha visto en la iglesia (más tarde, se descubrirá que se trata de Gilda, hija de Rigoletto), pero él también desea seducir a la condesa de Ceprano, a la vista de su marido. Rigoletto, el bufón jorobado del duque, se burla de los maridos de las damas a las que el duque está prestando atención, y aconseja al duque que se libre de ellos aprisionándolos o matándolos. Marullo comunica a los cortesanos que el bufón Rigoletto oculta a una «amante», y los nobles no se lo creen. Como casi toda la corte ha sido víctima de las burlas de Rigoletto, todos quieren devolverle las ignominias. Posteriormente, Rigoletto se burla del conde Monterone, otro a quien el duque ha insultado a través de la deshonra a su hija y que entra en escena reclamando venganza. El Duque manda arrestarlo. Monterone es arrestado mientras proclama la famosa maldición que traerá la perdición a Rigoletto. La maldición aterroriza a Rigoletto.
Escena 2. Una calle, con el patio de la casa de Rigoletto.
Rigoletto vuelve a casa preocupado por la maldición. Su monólogo es interrumpido por un extraño, Sparafucile, quien revela ser un sicario y le ofrece sus servicios. Ante la pregunta del bufón, Sparafucile revela su método: su hermana Maddalena seduce a las víctimas y las atrae a su posada, donde él las asesina por encargo. Rigoletto contempla las similitudes entre ellos dos; Sparafucile mata a los hombres con su espada, y Rigoletto usa "una lengua de malicia" para apuñalar a sus víctimas (Pari siamo! - "¡Somos parecidos!"). 
Entra en la casa y allí encuentra a su hija Gilda, aquella misma joven a la que los cortesanos habían tomado por su amante. Se saludan con afecto en el dúo Figlia!, Mio padre! - "¡Hija!" "¡Padre mío!", que muestra la relación entre ambos: Rigoletto es un padre cariñoso y temeroso de perder a su hija; Gilda es una niña inocente y ansiosa de conocimiento. Ella no conoce ni el nombre ni la ocupación de su padre, quien la mantiene celosamente guardada bajo el pretexto de protegerla de las inclemencias del mundo libertino que él tan bien conoce. Rigoletto insiste en que Gilda permanezca en la casa y no salga más que a misa, acompañada de su doncella, Giovanna.
Cuando Rigoletto se ha ido, el duque aparece y, escondido, escucha el diálogo de Gilda con Giovanna, donde la primera confiesa sentirse culpable por no haberle hablado a su padre del hombre misterioso que la observa y sigue todos los domingos. Alega un interés por él, y dice que lo amaría si fuese estudiante y pobre. Tras sobornar a Giovanna, el duque logra entrar en el jardín de la casa y presentarse a Gilda declarando su amor. Le miente sobre su identidad diciendo que es un estudiante pobre llamado Gualtier Maldé (E il sol dell'anima - "El amor es el sol del alma"). Afuera se oyen las voces de Ceprano y Borsa planeando el rapto de la supuesta amante de Rigoletto, y Gilda teme que sea su padre de vuelta. Echa al duque después de intercambiar rápidamente votos de amor  (Addio, addio - "Adiós, adiós"). El duque se marcha y Gilda se queda sola meditando por su amor por Gualtier Maldé (Gualtier Maldè! ... Caro nome -  "Querido nombre").
Más tarde, en la oscuridad de la noche, los hostiles cortesanos se encuentran con Rigoletto en la parte de afuera de la tapia del jardín. Creen que Gilda es su amante y se preparan para raptar a la indefensa muchacha. Convencen al bufón de que están preparando el rapto de la esposa de Ceprano, tapándole los ojos y usándolo para ayudarlos sosteniendo la escalera. Están todos enmascarados y Rigoletto ayuda, sin percatarse que está contribuyendo al rapto de su propia hija. Cuando se da cuenta ya es demasiado tarde. Lleno de angustia, se derrumba, recordando la maldición de Monterone al grito de «Ah, la maledizione!».

### Acto II
El palacio del duque.
El duque revela haber vuelto sobre sus pasos y hallado la escena del rapto de Gilda. Expresa ira y jura venganza sobre el responsable, luego lamentándose por la suerte de su amada (Ella mi fu rapita! - "¡Me la han robado!" y Parmi vedar le lacrime - "Me parece ver las lágrimas"). A continuación aparecen los cortesanos y narran el rapto de la supuesta amante de Rigoletto. El duque se da cuenta de que se trata de Gilda y les pregunta sobre su paradero, a lo que estos contestan que se encuentra en el palacio. Gilda es entregada al duque atada de pies y manos, y este le declara su amor antes de encerrarse con ella en su recámara (Possente amor mi chiama - "El poderoso amor me llama").
Encantados por la extraña excitación del duque, los cortesanos ahora se divierten a costa de Rigoletto, quien entra al palacio e intenta descubrir dónde está Gilda fingiendo desinterés, pues lo que más teme es que haya caído en manos del duque. Sus temores se ven confirmados una vez que la esposa del duque hace aparición y, al preguntar por su paradero, los cortesanos acaban por confesarle que "el duque está ocupado". Finalmente, Rigoletto admite que de hecho está buscando a su hija y pide a los cortesanos que se la devuelvan. Ante la negativa, dirige encolerizado y desesperado su Cortigiani, vil razza dannata - "Raza maldita de cortesanos".
Los hombres golpean al bufón después de que éste intente entrar en la habitación donde Gilda está retenida. En ese momento entra Gilda en escena, avergonzada y rogando a su padre privacidad. Rigoletto expulsa a los cortesanos y amenaza contra cualquier tipo de interrupción, en especial del rey. Los hombres se marchan de la habitación creyendo que se ha vuelto loco. Gilda narra consternada a su padre cómo llegó conocer al duque y fue raptada por lo cortesanos (Tutte le feste al tempio - "Todos los días festivos"). Rigoletto jura vengarse del duque por la humillación de su hija, mientras ésta pide clemencia (dúo: Sì! Vendetta, tremenda vendetta! - "¡Sí! ¡Venganza, terrible venganza!").

### Acto III
Una calle afuera de la casa de Sparafucile.
A orillas de un río, se ve parte de la casa de Sparafucile, con dos habitaciones abiertas para que el público lo vea. Rigoletto ha encargado a Sparafucile asesinar al duque, pero antes debe desengañar a Gilda, que aún lo aprecia. Ambos llegan al exterior de noche, mientras una tormenta se avecina. Desde la ventana escuchan y ven al duque cantando la famosa aria La donna è mobile, una oda a la infidelidad y la naturaleza voluble de las mujeres. Entra en escena Maddalena, hermana y cómplice de Sparafucile, la cual coquetea con un duque que sucumbe a sus encantos fácilmente. Rigoletto hace que Gilda vea al duque seducir e intimar con la Maddalena, mientras ésta se lamenta por su suerte y su desamor (Bella figlia dell'amore - "Hermosa hija del amor"). 
Rigoletto llega a un acuerdo con el asesino, que está dispuesto a matar a su huésped por dinero. Acuerdan una suma de 20 escudos de oro. Rigoletto ordena a Gilda que se vaya a casa, coja dinero y vestida de hombre huya hacia Verona, donde él más tarde la seguiría. El asesino y el bufón deciden que tras su muerte, el cuerpo del duque será puesto en un saco y arrojado al río. Cuando cae la noche, se desencadena una tormenta y el duque decide pasar la noche en la posada. Sparafucile le asigna alojamiento en la planta baja.
En ese momento, reaparece Gilda en escena vestida de hombre. Oye a Maddalena intentando convencer a su hermano de no asesinar al duque, sino al bufón en su lugar. Sparafucile dice no poder asesinar a un cliente, amén de mostrar su preocupación por los diez escudos que aún le debe Rigoletto por terminar con el encargo, pero promete cambiarlo por el primer hombre que se presente en la taberna, si esto ocurre antes de la medianoche. Gilda decide sacrificarse para salvar al hombre del que se ha enamorado. Entra en la taberna pidiendo asilo, haciéndose pasar por un mendigo. De inmediato, Sparafucile la alcanza con su puñal, tras lo cual ella cae herida mortalmente.
A medianoche, acaba la tormenta y Rigoletto entra en escena con el dinero. Sparafucile le entrega el saco con el supuesto cuerpo del duque y el bufón se regocija en su triunfo. Cuando se dispone a arrojarlo al río, con piedras para que se hunda, oye la voz del duque desde el interior de la posada cantando nuevamente La donna è mobile. Horrorizado, abre el saco y, para su desesperación, descubre a su hija agonizante. Por un momento, ella recobra el conocimiento y pide perdón a su padre antes de morir en sus brazos (V'ho ingannato - "Padre, te he engañado"). La escena termina con el lamento desgarrador de Rigoletto en que culpa a la maldición de Monterone por su desgracia.

## Diferencias con la obra teatral
El libreto de Rigoletto es una adaptación del drama romántico El rey se divierte de Victor Hugo. Si bien Verdi y Piave buscaron respetar la esencia de la trama, debieron realizar cambios en la ambientación para aplacar la censura de los funcionarios del reino lombardo-véneto, en ese entonces bajo dominio imperial austríaco. Esto quitó a la ópera el elemento histórico presente en la obra original: el rey Francisco I de Francia pasó a ser el duque de Mantua, mientras que el bufón real Triboulet pasó a ser Rigoletto y el conde de Saint Valliers se convirtió en el conde de Monterone. Otras figuras históricas también son referenciadas en el drama de Victor Hugo. En el primer acto de la obra, la reina Margarita de Navarra es presentada en contraste a su hermano Francisco, y se menciona a la duquesa Diana de Poitiers como una de las víctimas de la lascivia del rey. Además, el poeta Clément Marot forma parte de los cortesanos que se vengan de Triboulet raptando a su hija Blanche (Gilda en la ópera). Lo que en el drama es una crítica abierta al despotismo y la corrupción asociadas al absolutismo monárquico de la Casa de Valois -y por extensión, al legitimismo borbónico vigente en la época-, en la ópera se diluye en la referencia a un ducado menor, gobernado por una dinastía ya extinta desde hacía siglos.
En lo que respecta a la trama, existen también algunas diferencias de carácter. En el primer acto, Triboulet se muestra de forma más clara que en la ópera como un personaje influyente en la corte, incitando al rey a realizar actos tiránicos contra sus súbditos. Le recomienda alejar de su corte a los sabios y a los poetas, y señala constantemente la pertinencia de hundirse en el libertinaje y la corrupción bajo la máxima que atribuye a Salomón: lo bueno es comer, beber y gozar.
En el segundo acto del drama, al igual que en la ópera, Triboulet queda aturdido tras recibir la maldición de Saint Valliers, pero monologa en detalle sobre las contradicciones que atormentan su consciencia: detesta al rey y a los nobles por la vida superficial y llena de privilegios que llevan, mientras que él mismo, jorobado y odiado por sus semejantes, se ve obligado a hacerlos reír. Su humor cruel oculta una gran vulnerabilidad y sensibilidad que reserva para el entorno privado. Haciendo confrontar al rey con los nobles ultrajados, busca alejar al libertinaje aristocrático de su tesoro más preciado: su hija Blanche. Otra diferencia se produce durante el encuentro furtivo de Francisco con Blanche. Mientras que en la ópera el amor del monarca parece ser momentáneamente sincero, en el drama su hipocresía es evidente. Tras haber comprado el silencio de la criada, la recompensa a escondidas con una moneda por cada mentira y adulación en beneficio suyo, a fin de concretar la conquista de Blanche.
En el segundo acto de Rigoletto, que corresponde al tercero del drama original, el duque revela en un monólogo ('Ella mi fu rapita') haber presentido el peligro y vuelto a la morada de Triboulet tras su encuentro con Gilda, conociendo allí directamente la noticia de su rapto. Al ignorar la naturaleza y finalidad del hecho, se lamenta por no haber podido ayudarla y expresa claramente angustia y resentimiento por la pérdida de lo que considera un amor puro, jurando venganza contra los captores. Nada de esto sucede en el El rey se divierte, donde el rey conoce por boca de sus cortesanos tanto la noticia del rapto como el hecho de que Blanca se encuentra retenida a su merced dentro del mismo palacio.
Quizás la mayor diferencia entre ambas versiones está en su descripción de uno de los hechos culminantes de la trama: la humillación de Blanche/Gilda a manos de Francisco/el duque. La ópera omite los detalles del nuevo encuentro entre ambos, y deja sin aclarar si la humillación consiste solo en el rapto y la reclusión, o si además se produjo una violación. En el drama, en cambio, no hay ningún lugar para la ambigüedad: Blanche resiste los avances del rey tras conocer su verdadera identidad, e intenta desesperadamente escapar a su dominio hasta que este revela poseer la llave de la recámara. Tanto en esta escena como en el posterior diálogo entre Triboulet y su hija, es transparente el hecho de que lo que se produjo es un encuentro sexual abusivo y violento sin ningún tipo de consenso por parte de Blanche. La nube que a este respecto dejó el libreto de la ópera la libraron de la acusación de "inmoral" que condenó al ostracismo a la obra de Hugo.
En el tramo final de ambas obras, las diferencias son menores. Triboulet es consciente de la supervivencia del rey cuando lo escucha cantar al abandonar la taberna, en lugar de al despertar. En el drama, tras sentir expirar a Blanche, Triboulet clama por ayuda al grito de "asesinos" y "fuego". Los vecinos lo socorren e intentan darle contención, pero él se niega a separarse de su hija. Cuando el cirujano confirma el deceso, Triboulet se desploma en el suelo y cae el telón, dando por finalizada la obra.

## Instrumentación
La partitura está escrita para las voces solistas, un coro mixto y una orquesta formada por:
- Viento madera: 2 flautas (la segunda doblando al flautín), 2 oboes, 1 corno inglés, 2 clarinetes, 2 fagotes.
- Viento metal: 4 trompas, 2 trompetas, 3 trombones, 1 tuba.
- Percusión: timbales, bombo, platillos.
- Cuerda: una sección de cuerdas con violines I y II, violas, violonchelos y contrabajos.
- En escena: violines I y II, violas, contrabajos.
- Fuera de escena: banda, bombo, 2 campanas, máquina de viento.

## Obras derivadas
El compositor Franz Liszt hizo su propia transcripción para piano solamente del cuarteto del Acto III, Bella figlia dell'amore, contrario a otras transcripciones en las que incluía varios números de la misma ópera. Como con el resto de sus transcripciones, realizó una serie de cambios y arreglos que hacen que se aleje del original, incluyendo múltiples pasajes y cadenzas virtuosísticas, y añade ciertos elementos mágicos a la obra (notablemente en la sección del Preludio), además de generar un escenario mental onírico.
El virtuoso pianista György Cziffra grabó una versión de la misma.

## Discografía selecta
| Año  | Elenco (Rigoletto, duque de Mantua, Gilda, Sparafucile, Maddalena)                         | Director, Teatro de ópera y orquesta                                                                                   | Discográfica                                                                               |
| ---- | ------------------------------------------------------------------------------------------ | --- | ------------------------------------------------------------------------------------------ |
| 1916 | Giuseppe Danise, Carlo Broccardi, Ayres Borghi-Zerni, Vincenzo Bettoni, Olga Simzis        | Carlo Sabajno Orquesta y coro del Teatro de La Scala, Milán                                                            | Audio LP: His Master's Voice                                                               |
| 1935 | Lawrence Tibbett, Frederick Jagel y Jan Kiepura, Lily Pons, Virgilio Lazzari, Helen Olheim | Ettore Panizza Orquesta y coro de la Metropolitan Opera                                                                | Audio CD: Naxos Historical Cat: 8.110020-1                                                 |
| 1950 | Leonard Warren, Jan Peerce, Erna Berger, Italo Tajo, Nan Merriman                          | Renato Cellini Orquesta de la RCA Victor y Coral Robert Shaw                                                           | Audio CD: Membran/Quadromania Cat: 222182-444 (También contiene grabación de Il trovatore) |
| 1954 | Giuseppe Taddei, Ferruccio Tagliavini, Lina Pagliughi, Giulio Neri, Irma Colasanti         | Angelo Questa Coro y orquesta sinfónica de la RAI de Turín                                                             | Audio CD: Warner-Fonit Cat: 8573 82647-2                                                   |
| 1955 | Tito Gobbi, Giuseppe di Stefano, Maria Callas, Nicola Zaccaria, Adriana Lazzarini          | Tullio Serafin, Coro y orquesta de La Scala                                                                            | Audio CD: EMI Classics Cat: 747469                                                         |
| 1956 | Robert Merrill, Jussi Björling, Roberta Peters, Giorgio Tozzi                              | Jonel Perlea, Coro y orquesta del Teatro de Ópera de Roma                                                              | Audio CD: Naxos Cat: 8.111276-27                                                           |
| 1960 | Ettore Bastianini, Alfredo Kraus, Renata Scotto, Ivo Vinco, Fiorenza Cossotto              | Gianandrea Gavazzeni, Coro y orquesta del Mayo Musical Florentino                                                      | Audio CD: BMG Classics-Ricordi 74321 68779 2                                               |
| 1961 | Cornell MacNeil, Renato Cioni, Joan Sutherland, Cesare Siepi, Stefania Malagu              | Nino Sanzogno, Coro y orquesta de la Academia de Santa Cecilia, Roma                                                   | Audio CD: Decca Cat: 443 853-2                                                             |
| 1963 | Robert Merrill, Alfredo Kraus, Anna Moffo, Ezio Flagello, Rosalind Elias                   | Georg Solti, Coro y orquesta de la Ópera RCA Italiana                                                                  | Audio CD: RCA Victor Cat: 70785                                                            |
| 1964 | Dietrich Fischer-Dieskau, Carlo Bergonzi, Renata Scotto, Ivo Vinco, Fiorenza Cossotto      | Rafael Kubelik, Coro y orquesta de La Scala                                                                            | Audio CD: Deustche Grammophon Cat: 477 5608                                                |
| 1967 | Cornell MacNeil, Nicolai Gedda, Reri Grist, Agostino Ferrin, Anna di Stasio                | Francesco Molinari-Pradelli, Coro y orquesta del Teatro de la Ópera de Roma                                            | Audio CD: EMI Classics Cat: 3932822                                                        |
| 1971 | Sherrill Milnes, Luciano Pavarotti, Joan Sutherland, Martti Talvela, Huguette Tourangeau   | Richard Bonynge, Orquesta Sinfónica de Londres y el Coro Ambrosiano                                                    | Audio CD: Decca Cat: 414-269-2                                                             |
| 1977 | Rolando Panerai, Franco Bonisolli, Margherita Rinaldi, Bengt Rundgren, Viorica Cortez      | Francesco Molinari-Pradelli, Staatskapelle de Dresde y coro de la Ópera Estatal de Dresde                              | Audio CD: Arts Music Cat: 43073; DVD: Encore Cat: 2022                                     |
| 1977 | Cornell MacNeil, Plácido Domingo, Ileana Cotrubas, Justino Díaz, Isola Jones               | James Levine, Coro y orquesta de la Metropolitan Opera (producción de John Dexter)                                     | DVD: Deutsche Grammophon Cat: 00440 073 0930                                               |
| 1978 | Sherrill Milnes, Alfredo Kraus, Beverly Sills, Samuel Ramey, Mignon Dunn                   | Julius Rudel, Orquesta Philharmonia y Coro Ambrosiano                                                                  | Audio CD: EMI Classics Cat: CMS 5 66037-2                                                  |
| 1979 | Piero Cappuccilli, Plácido Domingo, Ileana Cotrubas, Nikolái Giaúrov, Yelena Obraztsova    | Carlo Maria Giulini, Orquesta Filarmónica de Viena y coro de la Ópera estatal de Viena                                 | Audio CD: Deutsche Grammophon Cat: 457 753-2                                               |
| 1982 | Ingvar Wixell, Luciano Pavarotti, Edita Gruberova, Ferruccio Furlanetto, Victoria Vergara  | Riccardo Chailly, Orquesta Filarmónica de Viena y coro de la Ópera Estatal de Viena (película de Jean-Pierre Ponnelle) | DVD: Deutsche Grammophon Cat: 00440 073 4166 DVD: Decca Cat: 071401                        |
| 1983 | Thomas Allen, José Carreras, Kathleen Battle, Yevgueni Nesterenko, Helga Müller-Molinari   | Herbert von Karajan, Orquesta Filarmónica de Berlín y Coro del Teatro La Fenice de Venecia                             | Audio CD: Deutsche Grammophon Cat: 435 639-2                                               |
| 1984 | Renato Bruson, Neil Shicoff, Edita Gruberova, Robert Lloyd, Brigitte Fassbaender           | Giuseppe Sinopoli, Coro y orquesta de la Academia de Santa Cecilia de Roma                                             | Audio CD: Decca Cat: 470 437-2                                                             |
| 1985 | Bernd Weikl, Giacomo Aragall, Lucia Popp, Jan-Hendrik Rootering, Klara ThIchcs             | Lamberto Gardelli, Coro y Orquesta Sinfónica de la Radio de Baviera                                                    | Audio CD: Eurodisc                                                                         |
| 1988 | Giorgio Zancanaro, Vincenzo La Scola, Daniela Dessi, Paata Burchuladze, Martha Senn        | Riccardo Muti, Coro y orquesta de La Scala                                                                             | Audio CD: EMI Classics Cat: 7 49605-2                                                      |
| 1989 | Leo Nucci, Luciano Pavarotti, June Anderson, Nikolái Giaúrov, Shirley Verrett              | Riccardo Chailly, Coro y orquesta del Teatro Comunale de Bolonia                                                       | Audio CD: Decca Cat: 425 864-2                                                             |
| 1993 | Vladímir Chernov, Luciano Pavarotti, Cheryl Studer, Roberto Scandiuzzi, Denyce Graves      | James Levine, Coro y orquesta de la Metropolitan Opera                                                                 | Audio CD: Deutsche Grammophon Cat: 447 064-2                                               |
| 2002 | Paolo Gavanelli, Marcelo Álvarez, Christine Schäfer, Eric Halfvarson, Graciela Araya       | Edward Downes, Coro y orquesta de la Royal Opera House Covent Garden (Director escénico: David McVicar)                | DVD: Opus Arte Cat: OA0829D                                                                |
| 2006 | Valentino Salvini, Roberta Pozzer, Vincenzo Bello, Enrico Iori                             | Sebastiano Rolli | Azzali                                                                                     |
| 2010 | Plácido Domingo, Julia Novikova, Vittorio Grigolo, Ruggero Raimondi, Nino Surguladze       | Zubin Mehta | Rai                                                                                        |